# Wertheimeria
Wertheimeria is een monotypisch geslacht van straalvinnige vissen uit de familie van de doornmeervallen (Doradidae).

## Soort
- Wertheimeria maculata Steindachner, 1877